# Jakob Koch (Theologe)
Jakob Koch, auch Jakob Koch (I.) (* 10. April 1744 in Ortenburg (Bayern); † 22. August 1822 in Wallern an der Trattnach), war der erste Pfarrer der evangelischen Toleranzgemeinde Wallern und der Begründer der Pfarrerdynastie Koch.

## Leben
Der Sohn eines Bäckermeisters studierte an der Universität Altdorf evangelische Theologie und verdingte sich anschließend als Hauslehrer. Von 1776 bis 1782 war er Vikar in Poppenreuth, Fürth und Nürnberg.
Als mit dem Toleranzpatent Kaiser Josefs II. die Zeit des Kryptoprotestantismus in Österreich endgültig der Vergangenheit angehörte und die Anhänger des evangelisch-lutherischen Bekenntnisses ihren Glauben öffentlich leben und eigene Kirchengemeinden bilden konnten, bot sich ihm die Chance, seine Vikarstelle in Nürnberg gegen eine Pfarrstelle in Oberösterreich zu tauschen. Am 2. September 1782 wurde ihm die Übernahme der Pfarrstelle in Wallern angeboten. Nachdem er am 16. Oktober die staatliche Lizenz erhalten hatte, in dieser Gemeinde das Amt des Pastors auszuüben, verließ er seine bisherige Wirkstätte und reiste nach Wallern ab, wo er am 19. November eintraf. Dort bezog er die für ihn bereitgestellte Prediger- und Schullehrerwohnung und hielt am 1. Adventsonntag des Jahres 1782 seinen ersten Gottesdienst in der Gemeinde ab.
Am 19. April 1784 legte er den Grundstein zu einem neuen Bethaus, in dem bis zum Bau der Dreieinigkeitskirche (1851–1853) die Gottesdienste stattfanden.
Wie andere Pastoren der oberösterreichischen Toleranzgemeinden, sah sich auch Pfarrer Koch in den ersten Jahren seines Wirkens Angriffen seitens der katholischen Kirche ausgesetzt. Mehr aber noch hatte er mit Widerständen aus den eigenen Reihen zu kämpfen: Als von der Kirchengemeinde gewählter und nicht von der kirchlichen Obrigkeit bestellter Seelsorger war er seinen Mitbrüdern und Mitschwestern besonders verpflichtet. Diese aber waren – geprägt von den schwierigen Verhältnissen, unter denen sie in der Zeit zwischen Gegenreformation und Toleranzpatent ihren Glauben leben mussten – noch alten Traditionen verhaftet, die von den Kirchenobrigkeit als überholt und nicht mehr zeitgemäß abgelehnt wurden. Erst nach und nach konnte sich die einst von außen bedrängte, aber von obrigkeitlicher Bevormundung und dogmatischen Richtungsstreiten unbeeinflussten, pietistisch gesinnten Toleranzgemeinden daran gewöhnen, sich einer kirchlichen Obrigkeit unterzuordnen. Die richtige Balance zwischen den Wünschen seiner Gemeinde und den Anordnungen der vorgesetzten Stellen zu finden, war eine Aufgabe, die von Pastor Koch besonderes Gespür verlangte. Dass er sich bei der Auflösung der Gegensätzlichkeiten eher auf die Seite seiner Gemeinde als auf die Seite der vorgesetzten kirchlichen Verwaltungsbehörde schlug, zeigt sich am oberösterreichischen Gesangsbuchstreit, der damals viel Unfrieden unter den Glaubensgenossen stiftete. In diesem Streit ging es um die Frage, welche Gesangbücher in den Gemeinden verwendet werden durften und welche Lieder zu singen waren. Da sich die Gemeinden weigerten, ihre alten, aus Regensburg oder Ortenburg stammenden Gesangbücher durch moderne, in Österreich gedruckte, rationalistisch geprägte Gesangbücher zu ersetzen, forderte Superintendent Thielisch am 4. September 1784 die Landesregierung auf, den Gemeindevorstehern das Recht, die Gesangbücher zu bestimmen, zu entziehen und auf den Superintendent und die Prediger zu übertragen. Dieses Vorhaben wurde aber nach heftigen Protesten der Toleranzgemeinden schließlich doch fallengelassen. Man einigte sich auf die Einführung eines Gesangbuches, das neben neuen und modernisierten Liedern auch alte, wenn auch überarbeitete Lieder enthielt. Pfarrer Koch gelang es sogar, für die Gemeinde Wallern ein, allerdings durch die Zensur stark verändertes, eigenes Gesangbuch drucken zu dürfen.
Als Jakob Koch 1822 im Alter von 78 Jahren starb, konnte die evangelische Kirchengemeinde in Wallern auf ihren 40-jährigen Bestand zurückblicken.
Sein Sohn Jakob Ernst Koch (senior) folgte ihm als Pfarrer von Wallern nach.

## Familiäres
Jakob Koch war mit Anna Magdalena Nieremberger (1756–1816) verheiratet. Sie stammte aus adeligen Kreisen und hatte eine umfassende humanistische Bildung genossen.